# Рябика, Владимир Леонидович
Владимир Леонидович Рябика (род. 3 мая 1962, Новосёловское, Крымская область) — советский и украинский политик, кандидат политических наук (1999); народный депутат Украины.

## Биография
Родился 3 мая 1962 года в с. Новоселовское, Крымской области. По национальности украинец.
С августа 1979 слесарь в совхозе им. Кирова Первомайского района Крымской области, далее учёба в институте. В 1985 году окончил факультет «Корабельная энергетика и кораблестроение» Севастопольского приборостроительного института, инженер-механик, «Судовое силовое оборудование». С августа 1985 мастер I группы цеха № 10, Севастопольское производственное судоремонтное объединение «Южрыбсудноремонт». С сентября 1986 — инструктор по работе с молодыми моряками и рыбаками, с октября 1988 — первый секретарь Гагаринского райкома ЛКСМУ г. Севастополя. С сентября 1989 — инструктор по работе с молодыми рыбаками и моряками ЦК ВЛКСМ, г. Москва. С октября 1990 — председатель Центрального совета Всесоюзного объединения ВЛКСМ «Союз молодых рыбаков и моряков СССР», г. Москва. После распада СССР с января 1992 — председатель совета Молодёжной морской лиги Украины. С мая 1995 — председатель Украинского национального комитета молодёжных организаций. Март 2000 — ноябрь 2001 — заместитель Председателя — начальник Департамента молодёжной и семейной политики, заместитель Председателя, Государственный комитет молодёжной политики, спорта и туризма Украины.
Защитил кандидатскую диссертацию по теме «Политическая активность молодежи — 90-е годы».
Внештатный советник Президента Украины (сентябрь 1999 — январь 2000). Член Национального совета по вопросам молодёжной политики при Президенте Украины (с декабря 1995), заместитель председателя (с мая 1999); заместитель председателя — руководитель секретариата (с апреля 2000). Председатель Украинского национального комитета молодёжных организаций (с мая 1995).

### Парламентская деятельность
Народный депутат Украины 4-го созыва с апреля 2002 по апрель 2006 от СДПУ(о), № 4 в списке. На время выборов: председатель Украинского национального комитета молодёжных организаций, беспартийный. Член фракции СДПУ(О) (май 2002 — декабрь 2004), внефракционный (22 — 23 декабря 2004), член фракции партии «Единая Украина» (декабрь 2004 — февраль 2006). Председатель подкомитета по вопросам развития молодёжного движения Комитета по вопросам молодёжной политики, физической культуры, спорта и туризма (с июня 2002).
Март 2006 — кандидат в народные депутаты Украины от ППУ «Партия политики Путина», № 8 в списке. На время выборов: народный депутат Украины, беспартийный.
После аннексии Крыма Россией принял российское гражданство и начал предпринимательскую деятельность на территории Севастополя.

## Награды и звания
- Орден «За заслуги» III степени (июнь 1998)

## Семья
- отец Леонид Григорьевич (1939—1996);
- мать Галина Петровна (1938) — пенсионерка;
- жена Ирина Владимировна (1972) — предприниматель.

## Ссылка
- «Кто есть кто в Украине», издательство « К. И. С»